# Spoorlijn 36B
Spoorlijn 36B is een voormalige Belgische spoorlijn tussen Fexhe-le-Haut-Clocher en Ans.

## Geschiedenis
De spoorlijn werd aangelegd als dubbelsporige parallellijn van spoorlijn 36, vermoedelijk tussen de twee wereldoorlogen. De spoorlijn werd geëlektrificeerd met 3 kV, gelijktijdig met de elektrificatie van spoorlijn 36 en spoorlijn 36A.
In 1999 werd deze parallellijn buiten dienst gesteld en opgebroken, in het kader van de werken voor de HSL. De vernieuwde lijn 36 werd op de bedding van 36B gelegd, en op de oude bedding van lijn 36 werd de HSL 2 aangelegd.

## Aansluitingen
In de volgende plaatsen was er een aansluiting op de volgende spoorlijnen:
Fexhe-le-Haut-Clocher
Spoorlijn 36 tussen Brussel-Noord ene Luik-Guillemins
Voroux-Goreux
Spoorlijn 36A tussen Voroux-Goreux en Kinkempois
Ans
HSL 2 tussen Leuven en Ans
Spoorlijn 31 tussen Liers en Ans
Spoorlijn 32 tussen Ans en Flémalle-Haute
Spoorlijn 36 tussen Brussel-Noord ene Luik-Guillemins